# Scapin
Scapin (Scapino pour son équivalent italien) est un personnage de comédie. L'un des types principaux du valet bouffon de la comédie française, il est comme le trait d'union, dans cet emploi, entre les farces françaises du XVIIe siècle et la comédie italienne improvisée.

## Origines
Dans la plupart des comédies latines, par exemple celles de Plaute ou de Térence, on trouve un esclave rusé, véritable démiurge, qui dénoue la situation par ses intrigues et se paye au passage de quelques fourberies, c'est le servus callidus (l'esclave rusé) : Ainsi en est-il dans le Phormion de Térence, d'où Molière tire l'intrigue de ses Fourberies de Scapin. 
Scapin vient d'un personnage de la commedia dell'arte, Scapino, un zanni proche du caractère de Brighella, fourbe, insouciant, cupide mais avec un caractère légèrement amendé, et de son costume (habit et manteau blancs, brandebourgs verts, ou habit blanc rayé de vert). Son nom provient certainement du verbe italien « scappare » qui signifie « s’échapper ». 
La première apparition officielle de Scapino est dans L’Inavvertito, overo Scapino disturbato e Mezzetino travogliato en 1629, (dont Molière s’est déjà inspiré pour L’Étourdi, pièce dans laquelle il appelle le personnage « Mascarille »).

## Du Scapino italien au Scapin français
Sous sa forme française, Scapin apparaît pour la première fois sur le théâtre comme personnage principal de la pièce de Molière, Les Fourberies de Scapin. Il y est le valet de Léandre. Doté d’une incroyable intelligence, il effectue de nombreuses fourberies. Il est souvent appelé par Léandre pour résoudre des problèmes. Il aime bien tromper Argante et Géronte. On découvre, au fil de la pièce, que Scapin est certes un fourbe mais aussi un homme avide de vengeance, qui a en effet passé trois ans dans une galère avant l’histoire des Fourberies de Scapin.
En Italie, vêtu d’abord d’amples habits, coiffé d’un chapeau à plume, portant le masque et la barbe. Scapin abandonna le masque de son aîné italien en passant sur le théâtre français et adopta le pantalon, la veste et le manteau blancs galonnés ou rayés de vert. Le caractère et le costume de Scapin ont été transmis à Mascarille, à Gros-René, à la Violette et à Sganarelle.
Devenu français, le valet bouffon s’est montré dévoué, et s’il gronde, c’est pour corriger son maître. Dorimon utilise le personnage de Scapin en 1659 dans L’Inconstance punie, puis dans L’Amant de sa femme, en 1660. Théodore de Banville a mis en scène le Scapin de Molière dans une comédie en vers, Les Fourberies de Nérine (Vaudeville, 1864), et l’a représenté dupe à son tour d’une maligne soubrette.

Les Scapins de Daumier
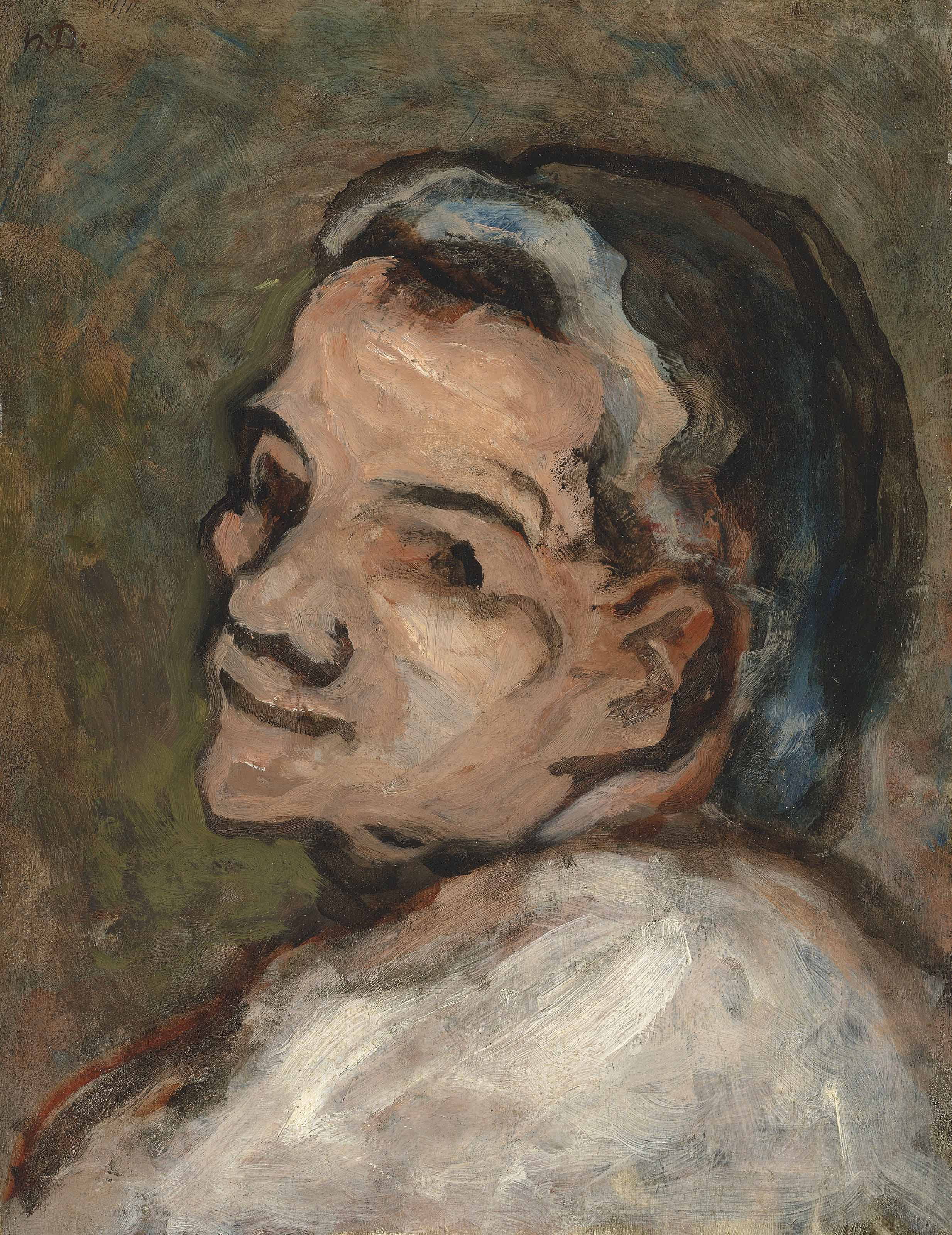
Tête de Scapin, vers 1850 Collection privée, Vente 2018
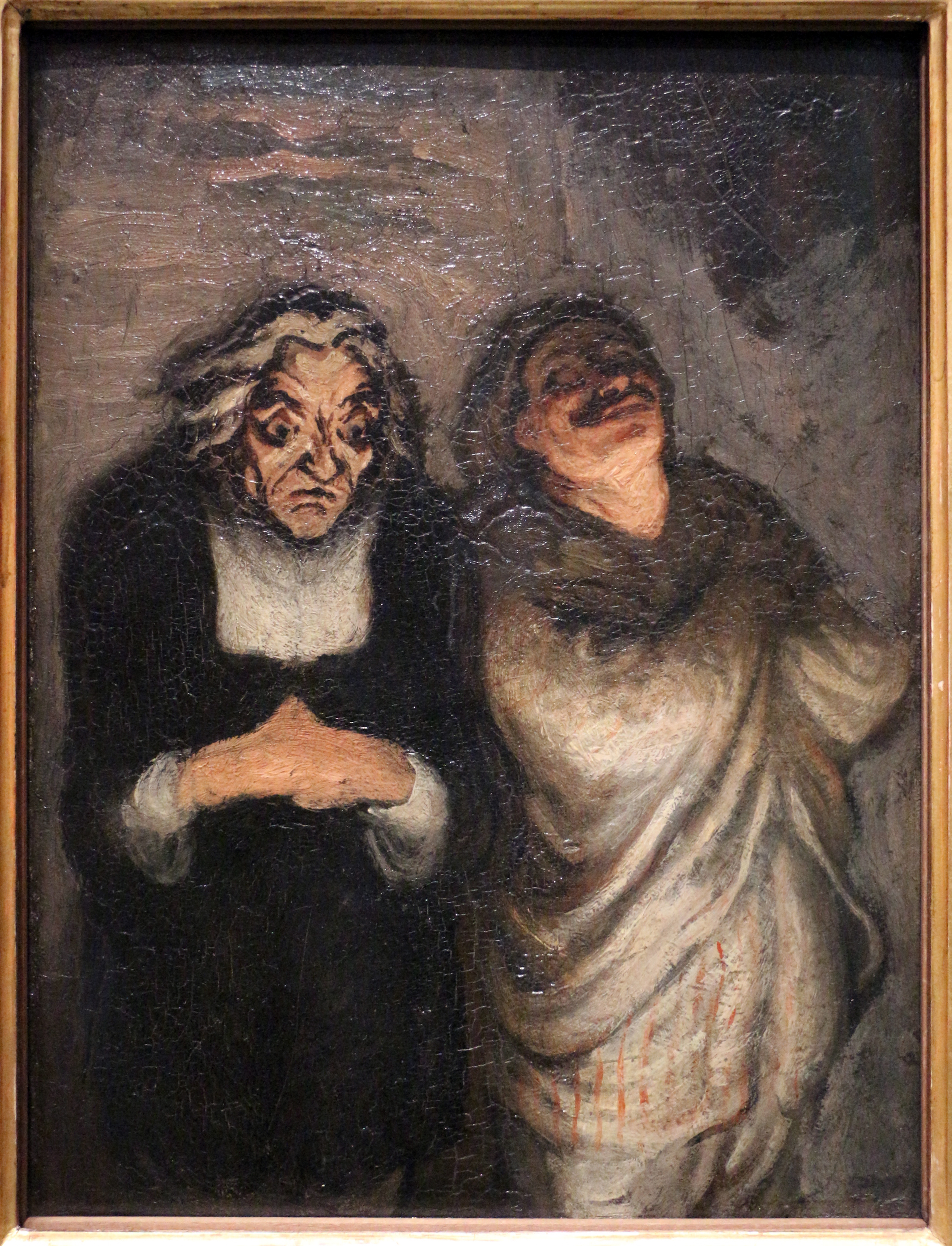
Scène de comédie, vers 1860 Musée d'Orsay, Paris
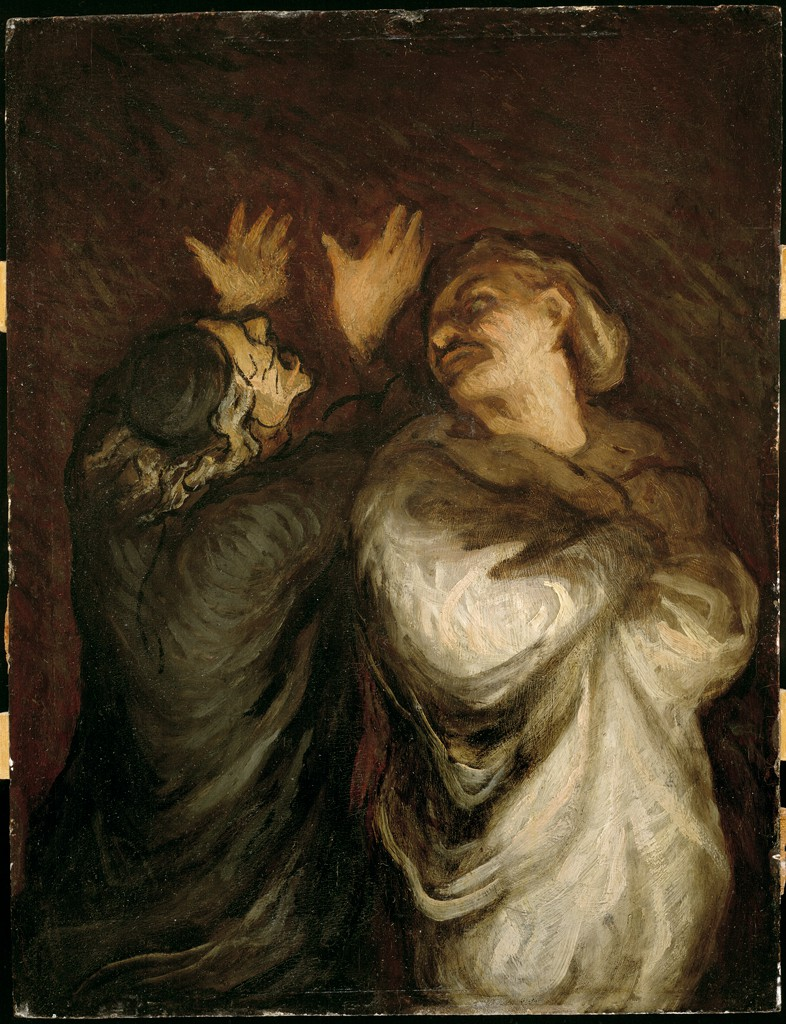
Scapin, 1860-1862 Musées d'art de Harvard